# Cinéma spéculations
Cinéma spéculations (Cinema Speculation) est un ouvrage non-fictionnel écrit par le cinéaste américain Quentin Tarantino et publié par HarperCollins en 2022.

## Historique et contenu
Cinéma spéculations est le premier ouvrage non-fictionnel de Quentin Tarantino, après le roman Il était une fois à Hollywood qui était la novélisation de son film Once Upon a Time… in Hollywood (2019). Ce livre combine selon le cinéaste « des critiques de films, des théories, un travail de reportage et une merveilleuse histoire personnelle. » Cinéma spéculations est un recueil d'essais organisés autour de films américains majeurs des années 1970 que Quentin Tarantino a vu dans sa jeunesse. Il s'inspire par ailleurs du travail de la célèbre critique Pauline Kael qu'il admire énormément.
Le livre possède une grande partie autobiographique du cinéaste. L'éditeur français Flammarion utilise une citation de Quentin Tarantino sur la première de couverture : « Je voulais écrire sur le cinéma et j'ai fini par vous raconter un peu l'histoire de ma vie. » En remontant ses souvenirs, il évoque ainsi des salles de cinémas, les films de la blaxploitation qu'il a vu enfant. Il consacre par ailleurs des chapitres ou paragraphes entiers à films comme Bullitt (1968), L'Inspecteur Harry (1971), Guet-apens (1972), Délivrance (1972), Sœurs de sang (1973), Échec à l'organisation (1973), Daisy Miller (1974), Taxi Driver (1976), Légitime Violence (1977), La Taverne de l'enfer (1978), Hardcore (1979), L'Évadé d'Alcatraz (1979), Massacres dans le train fantôme (1981). Il consacre également un chapitre au critique Kevin Thomas (en).

## Publication et promotion
Le livre devait initialement être publié aux Etats-Unis le 25 octobre 2022. Il est finalement publié par Harper le 1er novembre 2022. C'est le second livre de l'auteur publié dans le cadre d'un contrat pour deux ouvrages signé avec HarperCollins en 2020.
Quentin Tarantino participe à une tournée promotionnelle nationale sur le sol américain. En France, le livre est publié par Flammarion le 22 mars 2023. Une soirée exceptionnelle est organisée au Grand Rex de Paris le 29 mars 2023 en présence du réalisateur.
La couverture originale du livre reprend une photographie noir et blanc de Steve McQueen et Sam Peckinpah sur le tournage du film Guet-apens (1972).

## Prix Littéraire
Le 9 juin 2023, Cinéma Spéculations s'est vu remettre le Prix Fitzgerald à l'Hôtel Belles Rives. Il s'agit du premier prix littéraire pour Quentin Tarantino.

## Critique
Cinéma spéculations est globalement bien reçu par les critiques littéraires américains avec notamment la mention « Rave » sur l'agrégateur Book Marks (en), d'après les notes de 11 critiques réputés. Le livre débute par ailleurs à la 5e place de la New York Times nonfiction best-seller list le 5 novembre 2022. Dans le magazine Kirkus Reviews, on peut notamment lire « Que vous soyez d'accord ou non avec ses évaluations, il fournit les reportages originaux et les idées que seul un réalisateur chevronné remarquerait, et son style engageant rend impossible de laisser un essai sans apprendre quelque chose. » Jasper Rees du Daily Telegraph donne au livre la note de 3 sur 5 et écrit notamment « Parfois, c'est comme feuilleter des anciens numéros jaunis de Screen International. À d'autres, vous pensez que Tarantino aurait fait un brillant chroniqueur de potins à Tinseltown. »
En France, la critique est globalement assez positive. Dans L'Obs, on peut notamment lire « Le réalisateur se penche, par écrit, sur les films qui ont compté pour lui dans sa jeunesse, fait revivre toute une époque et donne à son œuvre un précieux éclairage ». Pour Le Figaro « Le réalisateur donne son avis très tranché sur les films qui l’ont marqué », alors que pour Le Point, Quentin Tarantino « livre une savoureuse leçon de cinéma ». Dans Télérama, on peut lire « Quentin Tarantino se livre avec érudition sur la passion de sa vie. »